# Josimar Lima
Josimar Lima est un footballeur cap-verdien, né le 2 août 1989 à São Vicente au Cap-Vert. Il évolue comme stoppeur.

## Palmarès
Vierge